# An Vinh, Quỳnh Phụ
An Vinh là một xã thuộc huyện Quỳnh Phụ, tỉnh Thái Bình, Việt Nam.
Xã An Vinh có diện tích 6,15 km², dân số năm 1999 là 7.630 người, mật độ dân số đạt 1.241 người/km².